# ۷۴۴ (میلادی)

سال 744 (DCCXLIV) یک سال کبیسه شروع روز چهارشنبه از تقویم میلادی (لینک تقویم کامل نمایش) بود. فرقه 744 برای این سال شده‌است از دوره قرون وسطی اولیه مورد استفاده، زمانی که دوران بعد از میلاد مسیح تقویم روش رایج در اروپا برای سال نامگذاری شد.
۷۴۴ (میلادی) هفتصد و چهل و چهارمین سال تقویم میلادی است.

## مناسبت‌ها

### اروپا
فوریه - پادشاه Liutprand از لومباردها می میرد به مرگ طبیعی پس از یک سلطنت 32 ساله، که در آن او آمیلیاهای اسپلتو و بنونتو شکست داد تا به، آوردن لومپارد انگلستان به اوج قدرت او. او توسط Hildeprand موفق، به نام بی‌فایده (برادرزاده یا نوه Liutprand)، به عنوان حاکم از لومباردها.
اکتبر - Hildeprand توسط شورای اشراف عزل، برای بی‌کفایتی خود را به عنوان حاکم. او توسط Ratchis (که قبلاً به دوک فریولی) به عنوان پادشاه لومبارد، که باعث صلح با پاپ زکریا موفق شد.
پپن کهتر، شهردار کاخ نوستریا و کبود، با حمله به سوابی دورهء زمین‌شناسی ژوراسیک (جنوب غربی آلمان)، و تعقیب Theudebald، دوک Alamannia، از حفاظ استحکامات کوه خود را در آلزاس.

#### بریتانیا
دایک وات، یک سنگر و استحکامات 40 مایل (64 کیلومتر) در حال حاضر روز ولز، ساخته شده‌است. مرز بین مرسیا و پاویس اینجا تنظیم شده‌است (تاریخ تقریبی).

#### سوئیس
در 741 و 744، اسناد در بایگانی سنت گالن ابی روستای Kempraten عنوان Centoprato، سند دیگری در 863 عنوان Centiprata، با الهام از نام لاتین Centum پراتا توصیف می‌کنند.
صومعه داده شده توسط اشراف زاده Alemannic بیتا در Lützelau جزیره اول ذکر شد، و در این سال فروخته شده به انسیودلن ابی است.
جزیره Ufenau در سوئیس برای اولین بار در 741 عنوان "Hupinauia" ذکر شد، و در 744 به عنوان "Ubinauvia" - جزیره Huppan از Huphan

#### امپراتوری عرب
آوریل 17 - خلیفه ولید دوم در قلعه خود را در خارج از شهرستان از دمشق را محاصره کردند. او را شکست داد و توسط نیروهای عربی تحت سلیمان بن هشام به قتل رساندند. ولید توسط پسر عموی خود یزید III، که مدت کوتاهی پس از یک تومور مغزی می میرد موفق شد.
دسامبر - شورشیان مروان بن محمد در برابر جانشین یزید ابراهیم بن ولید، شکست نیروهای اموی تحت سلیمان بن هشام، و خلیفه شود.

#### آسیا
افراد ترکیه مانند اویغور، مقصد Karluk و Basmyl، که اعضای قبیله خاندان آشینا نیست، کودتا. این به پایان می رسد قبیله ترکیه امپراتوری و خاندان آشینا (به جز در خزر).
پاییز - لی بای (لی پو)، شاعر چینی و خطاط ماهر، در دیدار رقیق فو برای اولین بار

#### آمریکا
تیکال طول می کشد بیش Naranjo در، از بین بردن شبکه یک بار قدرتمند و گسترده Calakmul از ایالات متحدان رعیت و شبکه‌های تجاری، و پایان دادن به سوم (و آخرین) جنگ تیکال-Calakmul

### موضوع

#### دین
شورای کلیسایی از سوآسون به نام به تحریک پپن کهتر و صاحب مهمانخانه و رستوران، اسقف اعظم و شهری، این امنیت محکوم کردن فرنگی اسقف و Adalbert.
استورم، شاگرد صاحب مهمانخانه و رستوران، ایجاد نوعی کنیاک مقوی ابی از فولدا (هسه)، به عنوان بخشی از مأموریت صاحب مهمانخانه و رستوران به آوردن مسیحیت به قبایل بت پرست در آلمان (یا 742).
ژوئن - پاپ زکریا می دهد تأیید خود را با فرستادن هابیل، Grimo و Hartbert pallium خود را برای شهری می بیند از ریمز، روان و SENS [4] [5].
صالح بن تعریف خود اعلام یک پیامبر در میان Barghawata، یک کنفدراسیون قبایل بربر در مدرن روز غربی مراکش.

## تولد
محمد بن منصور المهدی، خلیفه مسلمانان (یا 745)

## مرگ و میر
آوریل 17 - ولید دوم، خلیفه مسلمانان (ب 706)
او Zhizhang، شاعر چینی
Hildeprand، پادشاه لومبارد
Huoching، اشراف زاده Alamannic
کول-چور، حاکم (خاقان) از تورگش
Liutprand، پادشاه لومبارد
Özmiş Qaghan، حاکم از ترک Khaganate
استفان IV، بزرگ خاندان از انطاکیه
سپتامبر 25 - یزید III، خلیفه مسلمانان (ب 701)